# Camptogramma bilineata
Sò vàng (tên khoa học Camptogramma bilineata) là một loài bướm đêm thuộc họ Geometridae. Loài này được tìm thấy ở châu Âu, Bắc Mỹ và châu Á.
Sải cánh dài 20–25 mm. Con trưởng thành bay từ tháng 6 đến tháng 8. .
Ấu trùng ăn nhiều loài cây thấp khác nhau như chickweed, sorrel và các loài khác từ họ Polygonaceae.

## Hình ảnh

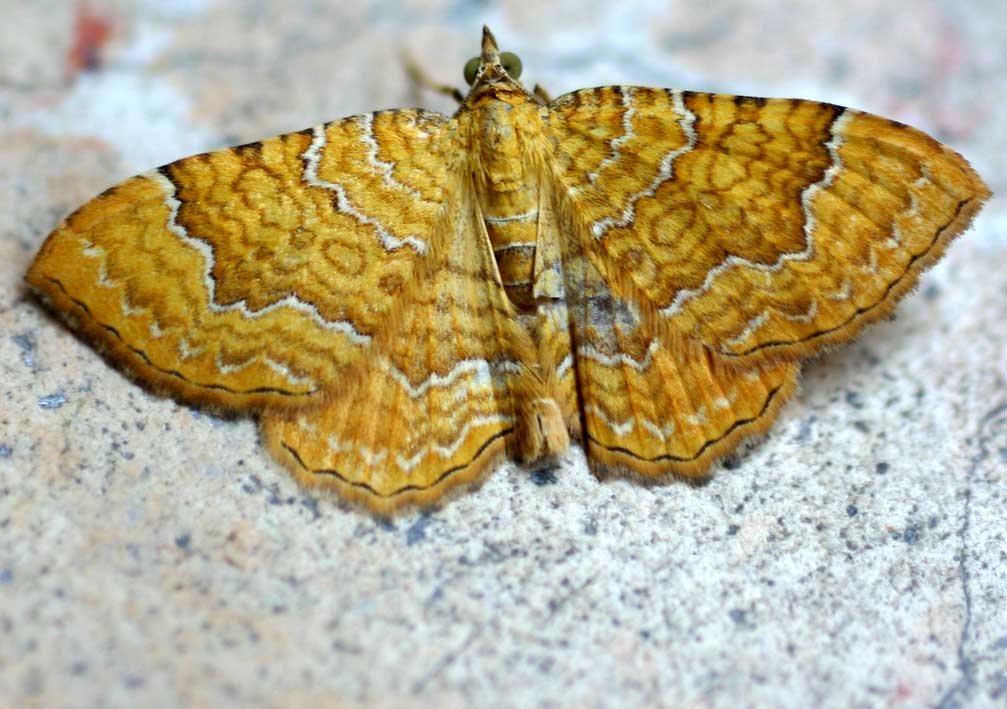
con đực
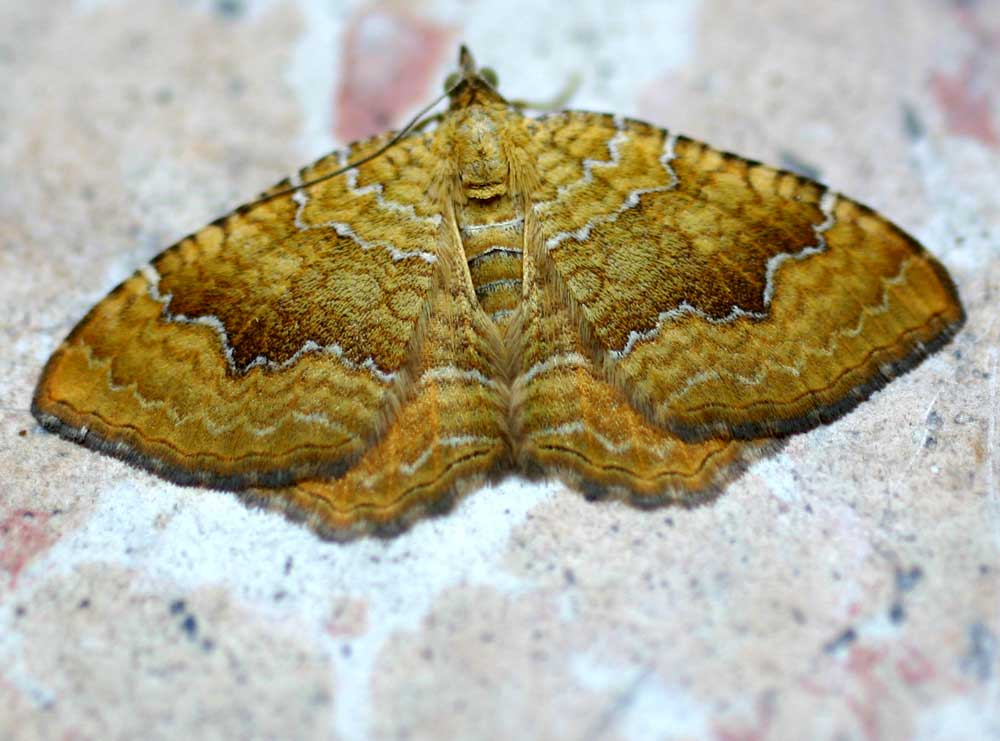
con cái
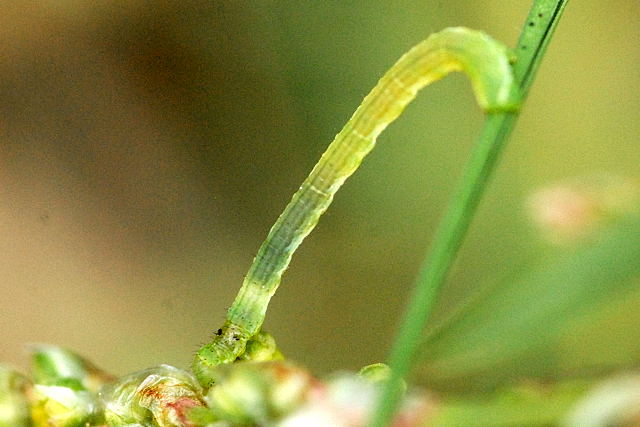
sâu bướm
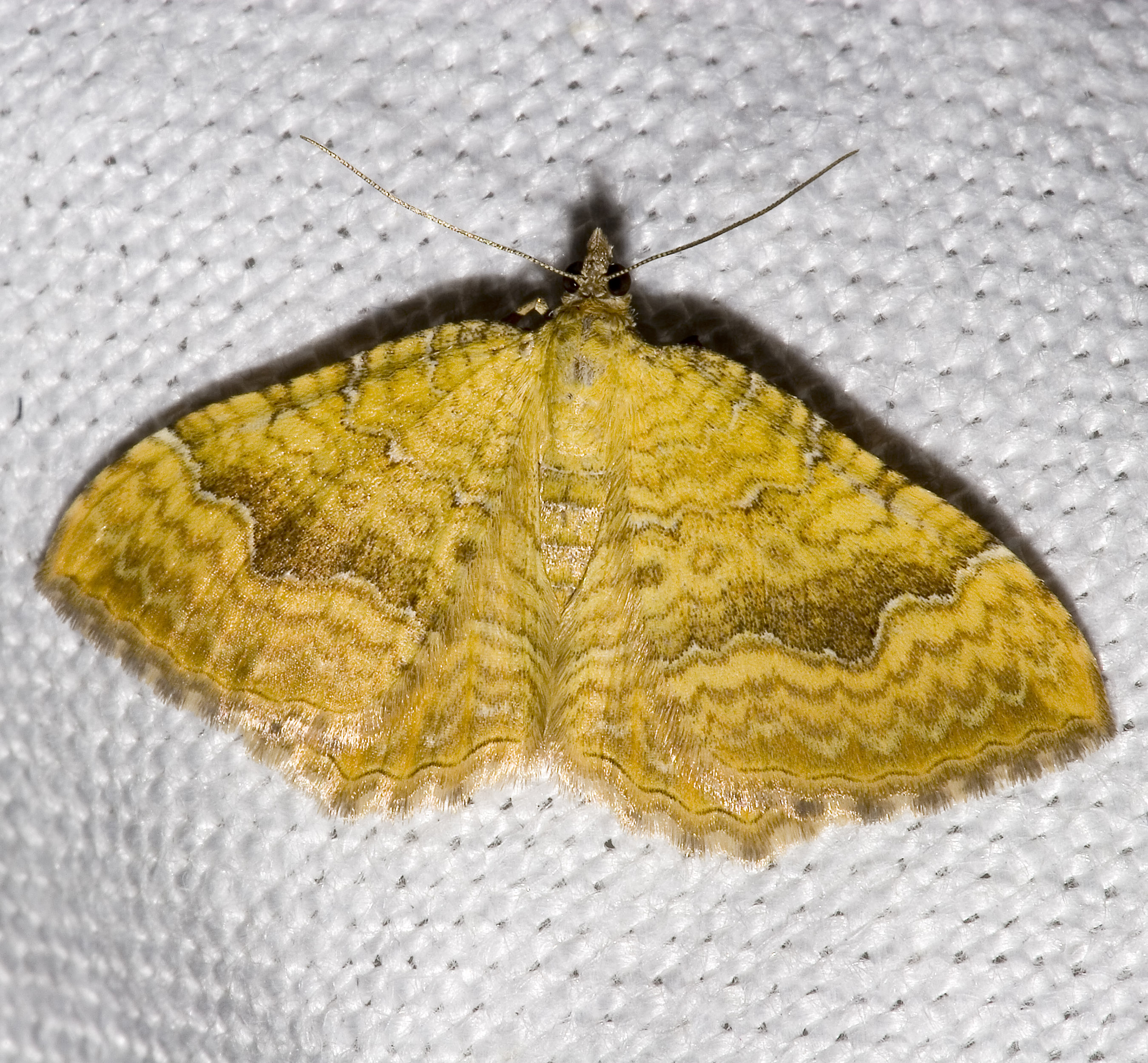
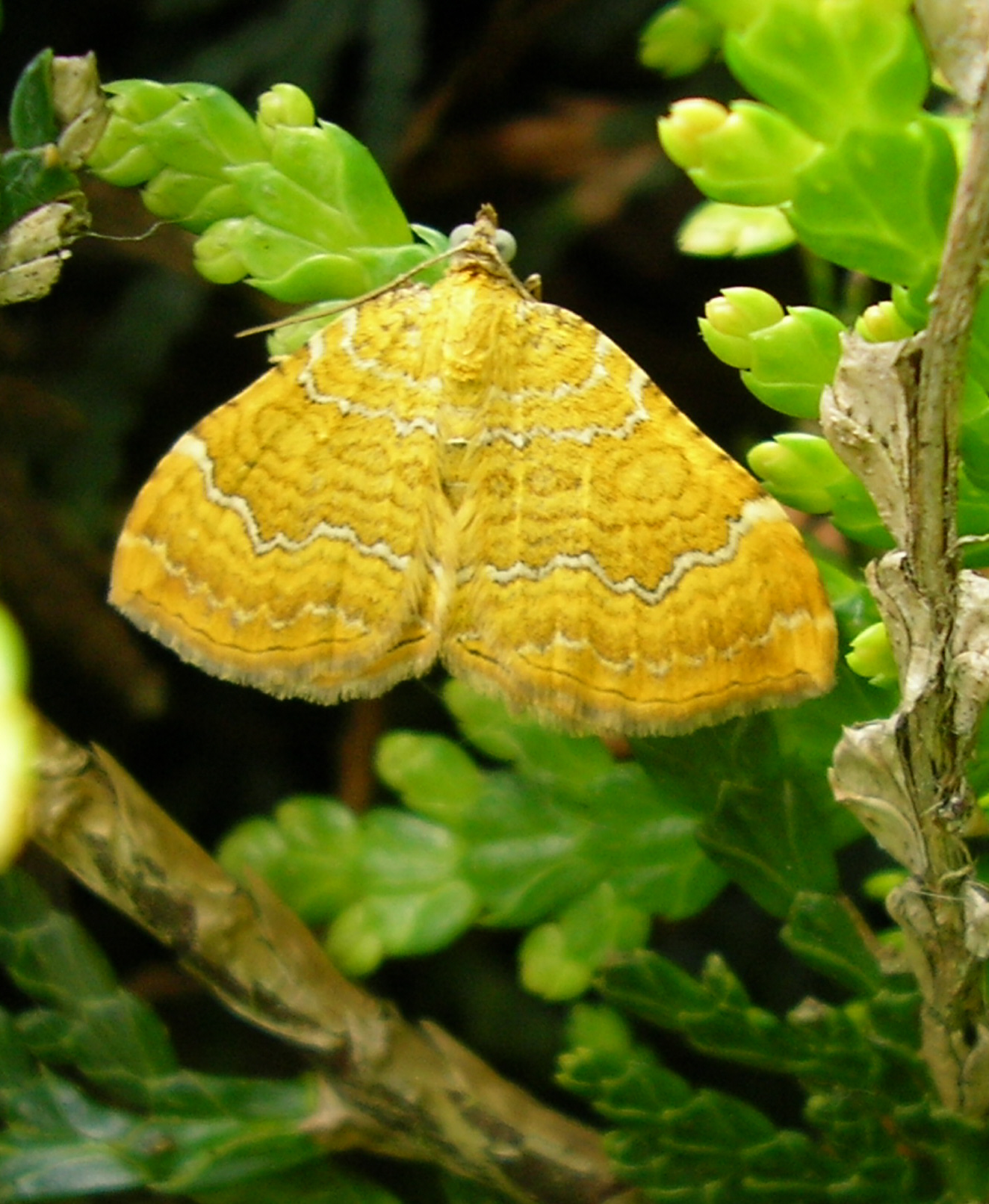
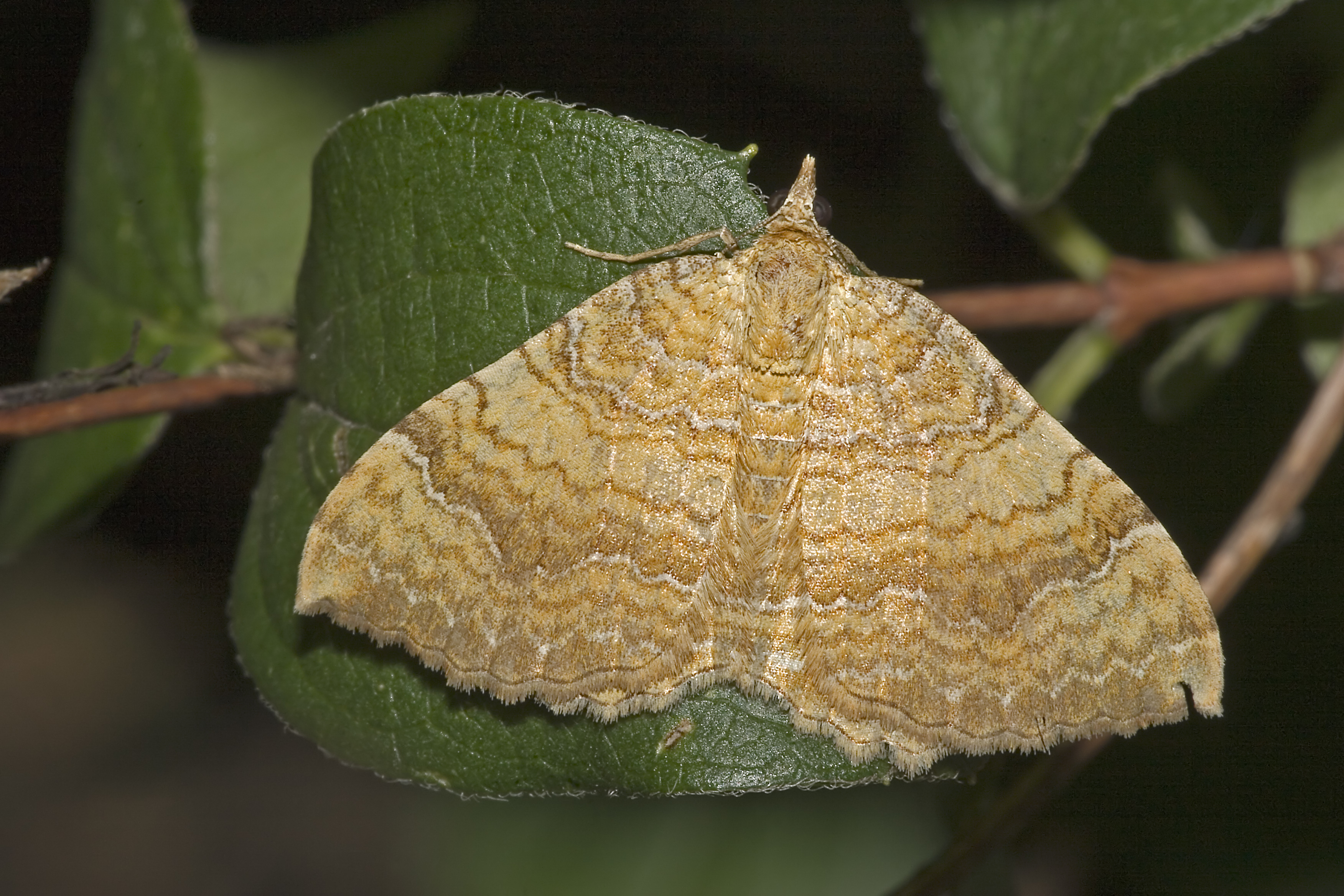